# Cassia Terentia frumentaria
Cassia Terentia frumentaria, també anomenada simplement Cassia Terentia, va ser una llei romana del grup de les anomenades lleis frumentàries, establerta a proposta dels cònsols Marc Terenci Varró Lucul·le i Gai Cassi Longí Var l'any 680 de la fundació de Roma (73 aC), que ordenava el repartiment mensual de gra als ciutadans pobres.